# Кінгін

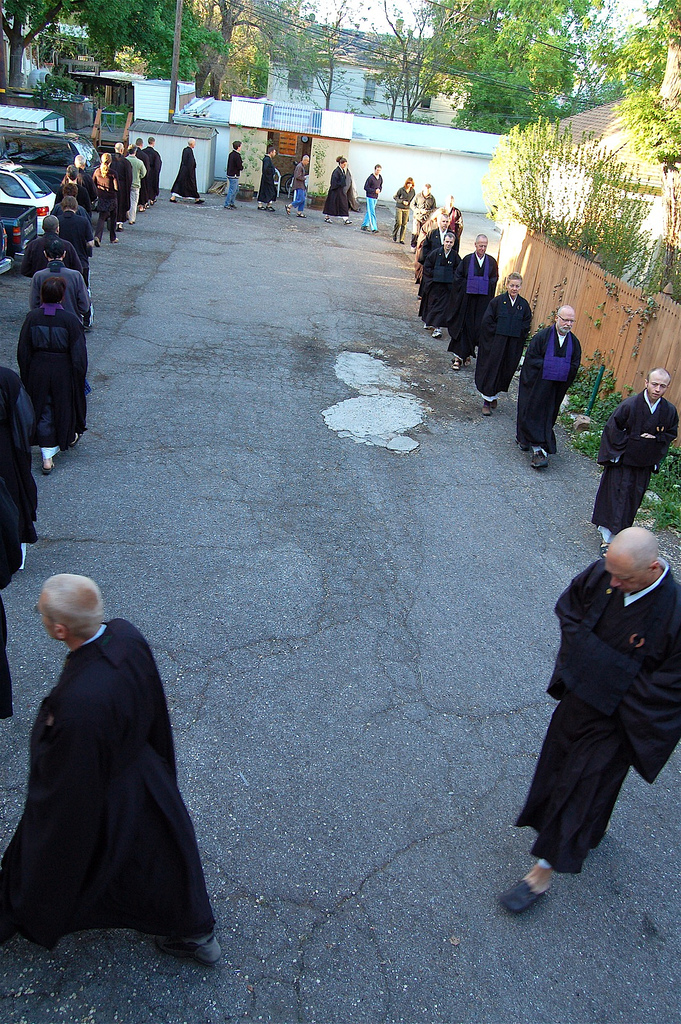
Члени дзен-центру "Кандзеон" під час кінхіну

Ходяча медитація, іноді відома як кінхін (кит. 經行; піньїнь: jīngxíng; ромадзі: kinhin або kyōgyō) - термін дзен-буддизму та чань-буддизму, що означає медитацію під час ходьби, яка практикується між періодами дзадзену. 

## Практика кінгіна
Практикуючі ходять по кімнаті за годинниковою стрілкою, тримаючи руки в shashu (叉手): зімкнутий лівий кулак стискає великий палець, права рука накриває лівий кулак. Безіменний палець і мізинець лівої руки повинні бути стиснуті. Зап'ястя трохи зламані, але рухливі. На видиху обидві руки зводяться разом, при цьому корінь великого пальця лівої руки притискається до сонячного сплетіння. Долоні звернені до підлоги, передпліччя тримаються горизонтально.
Кожен крок, довжиною в пів фута, робиться після повного вдиху, створюючи враження повільного бігу. Початок кінхіну оголошується двома ударами дзвону (kinhinsho), закінчення — одним ударом (chukaisho 抽解鐘 "дзвін відкликати"). Починаємо з правої ноги. На видиху ви відштовхуєтеся від землі твердою і прямою передньою ногою, а задня нога розслаблена. П'ятка задньої ноги залишається на землі або майже на землі: кажуть, що під нею може пройти мураха. Чим далі у видих, тим більша вага переноситься на передню ногу, особливо на корінь великого пальця. В кінці видиху напруга знімається, ви вдихаєте мимовільно і задня нога йде попереду. Швидкість ходіння залежить від школи буддизму.
Кінхін - це дзен в дії. Підборіддя втягнуте, як у дзадзен, хребет прямий. Ми штовхаємо небо маківкою голови. Плечі розслаблені. Погляд знаходиться на відстані близько трьох метрів. Кодо Савакі, майстер Тайсен Десімару, сказав, що "кінхін - це джерело всіх магічних сил". Саме він відродив цю давню практику в Японії, яка більш-менш занепала в Сото Дзен.
Слово Kin hin походить від кандзі kin (経 "класичні твори") або kyō (教 "дхармічні вчення"), за яким слідує hin/gyō (行 "ходити"). Дослівно це означає "ходити за творами/вченнями". Його також можна перекласти як "медитативна ходьба" або "ходьба-медитація".